# Evropski tlačnovodni reaktor
EPR reaktor, European Pressurized Reactor kdaj tudi Evolutionary Power Reactor, je tlačnovodni (PWR) reaktor generacije III+. Pri načrtovanju so sodelovali Framatome (zdaj Areva NP), Electricité de France (EDF) in Siemens AG. Trenutno so 4 reaktorji v fazi izgradnje, prvi na Finskem - Olkiluoto 3, drugi v Franciji - Flamanville 3 in dva na Kitajskem - Tajšan 1 & 2. Slednja dva brez večjih zamud, obratovati naj bi začela leta 2014 in 2015.

## Načrtovanje
Glavni objektiv pri načrtovanju je povečana varnost in ekonomičnost pri obratovanju. EPR je izboljšan in povečan naslednik reaktorjev Framatome N4 in Siemens KONVOI. 
Gre za eden največjih reaktorjev na svetu z neto električno močjo 1650 MWe (termalno 4500 MWt). Reaktor lahko deluje na 5% obogaten uran, reprocesiran uran in MOX (Mixed Oxide Fuel) jedrsko gorivo. 
EPR ima več aktivnih in pasivnih ukrepov za povečanje varnosti:
- štirje ločeni hladilni sistemi, 300% zanesljivost
- neprepustno tlačno posodo
- dodatno lovilno posodo, če pride do taljenja jedra reaktorja in bi puščala tlačna posoda
- dvostensko varovalno zgradbo z 2,6 m debelo betonsko steno, ki bi vzdržala strmoglavljenje letala

Skupaj so 4 stopnje varnosti: tlačna posoda, dodatna posoda okoli tlačne in dvostopenjska varovalna zgradba.
EPR naj bi imel frekvenco poškodb jedra (ang. core damage frequency) 6.1 × 10−7 na reaktor na leto.
EPR bo uporabljal jedrsko gorivo bolj učinkovito, približno 17% manj kot prejšnji reaktorji .